# Formica pitoni
Espèce
Formica pitoni est une espèce fossile de fourmi du genre Formica dans la tribu des Formicini.

## Classification
L'espèce Formica pitoni est décrite en 1935 par le paléontologue, géologue et professeur français Nicolas Théobald (1903-1981). 

### Fossiles
L'holotype de l'ère Cénozoïque, et de l'époque Gélasien (2,5 à 1,8 Ma.) vient des cinérites du lac Chambon dans le département du Puy-de-Dôme. Collection Nicolas Théobald.

### Citations
Cette espèce est citée en 2012 par l'entomologiste et myrmécologue britannique Barry Bolton,.

### Étymologie
Son épithète spécifique, pitoni, lui a été donnée en l'honneur du paléontologue collectionneur et ami de l'auteur, le Dr Louis Émile Piton (1909-1945).

## Description

### Caractères
Formica pitoni est un insecte de couleur brune et de petite taille, vu de côté, de 3 mm de longueur totale.
La tête est ovale, légèrement allongée et inclinée vers le bas. Une antenne coudée est insérée en arrière du clypeus. Scape formé d'une seule pièce presque aussi allongée que le funicule formé d'une dizaine de segments homonomes. Yeux à facettes placés sur le côté.
Le thorax est ovale à segmentation nette. Le pronotum est assez court ; le mésonotum bien développé en forme de bouclier ; le scutellum assez allongé, subtriangulaire, à côtés latéraux courbes ; post scutellum étroit. Au contact du pronotum, mésonotum et mésopleure, on voit les restes de l'aile coupée. Le métanotum ou segment médiaire est tronconique.
Pétiole formé d'un seul segment ovale. Abdomen ovoïde, dont 4 segments sont visibles.
On voit encore les restes d'une patte, à cuisse peu renflée et tibia allongé.

### Affinités
Cet échantillon se distingue des fourmis de Kleinkembs, d'Aix et de l'ambre .

## Biologie
La randanite, cinérite volcanique, est riche en diatomées. On trouve en outre, interstratifié dans les cinérites de Chambon, un lit de tourbe fossile formée presque exclusivement de débris de Carex, avec quelques troncs de Pinus, marquant la place d'un bord de marais. L'ensemble de la faune indique un climat méditerranéen chaud .

## Galerie
- Quelques images de l'espèce vivante Formica rufa.
- Formica rufa, ouvrière
- Formica rufa, ouvrière
- Formica rufa, ouvrière
- Formica rufa fourmilière
- Ouvrières dans leur fourmilière
- Ouvrière, sur mûrier
- Ouvrières, sur mûrier
- Ouvrières transportant un ver
- Dôme construit contre un tronc d'arbre

### Publication originale
- [1935] L. Piton et N. Théobald, « La faune entomologique des gisements Mio-Pliocènes du Massif Central », Revue des Sciences Naturelles d'Auvergne, Vol. 1, Fasc. 2,‎ 1935, p. 65-104, 5 planches (DOI 10.5281/ZENODO.25694). . Travail honoré du Prix Brunhes 1935 par la Faculté des Sciences de Clermont-Ferrand[note 1].